# Automolis subnigra
Automolis subnigra là một loài bướm đêm thuộc phân họ Arctiinae, họ Erebidae.